# Saison 2 de Brooklyn Nine-Nine
Chronologie
Saison 1 Saison 3
Cet article présente les épisodes de la deuxième saison de la série télévisée américaine Brooklyn Nine-Nine.

## Généralités
- Au Canada, les deux premiers épisodes ont été diffusés en simultané sur le réseau Citytv, puis retiré de la grille afin de diffuser des matchs de hockey, pour diffuser sporadiquement, puis en rafale au printemps.
- En France, elle a été diffusée en version sous-titrée, quelques jours après la diffusion américaine dès le 3 octobre 2014 sur Canal+ Séries[1].

## Synopsis
Le détective Jake Peralta revient de sa longue mission d'infiltration dans la mafia. Avec son gastronome ami Charles Boyle, sa plus-que-amie Amy Santiago et sa mysterieuse collègue Rosa Diaz, toujours sous la houlette du lieutenant chef Terry Jeffords et du capitaine Ray Holt, il devra faire face à de nouvelles aventures aussi dangereuses qu'hilarantes.

## Distribution

### Acteurs principaux
- Andy Samberg (VF : Emmanuel Garijo) : le lieutenant Jake Peralta
- Andre Braugher (VF : Thierry Desroses) : le capitaine Raymond Holt
- Terry Crews (VF : Gilles Morvan) : le lieutenant-chef Terry Jeffords
- Melissa Fumero (VF : Hélène Bizot) : le lieutenant Amy Santiago
- Joe Lo Truglio (VF : Marc Perez) : le lieutenant Charles Boyle
- Stephanie Beatriz (VF : Ingrid Donnadieu) : le lieutenant Rosa Diaz
- Chelsea Peretti (VF : Patricia Piazza) : Gina Linetti
- Dirk Blocker (VF : Jean-François Aupied) : le lieutenant Hitchcock
- Joel McKinnon Miller (VF : Thierry Murzeau) : le lieutenant Scully

### Acteurs récurrents et invités
- Marc Evan Jackson (VF : Renaud Marx) : Kevin Cozner, le mari du capitaine Holt
- Kyra Sedgwick (VF : Élisabeth Fargeot) : la chef-adjointe Madeline Wuntch[2]
- Jenny Slate (VF : Dorothée Pousséo) : Bianca[3] (épisode 1)
- Terrell Owens : lui-même[4] (épisode 3)
- Eva Longoria (VF : Odile Schmitt) : Sophia Perez[5] (épisode 6, 9, 14 et 15)
- Patton Oswalt (VF : Jérôme Wiggins) : Marshal Boone[6] (épisode 3)
- Ed Helms (VF : Olivier Cordina) : Jack Danger[7] (épisode 8)
- Craig Robinson (VF : Pascal Vilmen) : Doug Judy[8] (épisode 10)
- Stephen Root (VF : Philippe Peythieu) : Lynn Boyle, le père de Charles[9] (épisodes 6, 10, 14 et 17)
- Sandra Bernhard (VF : Isabelle Leprince) : Darlene Linetti, la mère de Gina[9] (épisodes 6, 10 et 17)
- Nick Cannon (VF : Jean-Baptiste Anoumon) : Marcus, le neveu du capitaine Holt[10] (épisodes 11, 12, 17 et 23)
- Bradley Whitford (VF : Daniel Lafourcade) : Capitaine Roger Peralta, le père de Jake[11] (épisode 18)
- Garret Dillahunt (VF : Vincent Ropion) : détective Dave Majors[12] (épisode 21)

## Épisodes

### Épisode 1:En infiltration
- États-Unis /  Canada : 28 septembre 2014 sur FOX[13] / Citytv[14]
- France : 3 octobre 2014 sur Canal+ Séries VOSTFr[1]
- France : 24 juillet 2015 sur Canal+ Séries VF

- États-Unis : 5,46 millions de téléspectateurs[15] (première diffusion)

- Jenny Slate (Bianca)
- Ray Campbell (Agent Marx)
- Joe Sabatino (Benny)
- Sari Lennick (Bev)
- Derick Alexander (Marcus)

### Épisode 2:La Vasectomie
- États-Unis /  Canada : 5 octobre 2014 sur FOX / Citytv
- France : 24 juillet 2015 sur Canal+ Séries

- États-Unis : 3,31 millions de téléspectateurs[16] (première diffusion)

- Kyra Sedgwick (Deputy Chief Madeline Wuntch)
- Brent Morin (Gregory Phillips)
- Moshe Kasher (Duncan Traub)
- Jerry Lambert (Dr Martins)
- Carlos Antonio (Ernesto)

### Épisode 3:Le Championnat Jimmy Jab
- États-Unis : 12 octobre 2014 sur FOX
- Canada : 28 octobre 2014 sur Citytv
- France : 24 juillet 2015 sur Canal+ Séries

- États-Unis : 4,51 millions de téléspectateurs[17] (première diffusion)

- Kyra Sedgwick (Deputy Chief Madeline Wuntch)
- Terrell Owens (lui-même)
- Patton Oswalt (Fire Marshall Boone)
- S.E. Perry (Chief Fisker)
- Christopher Michael (Hank)
- Nicole Pettis (Judy)

### Épisode 4:Halloween, le retour
- États-Unis : 19 octobre 2014 sur FOX
- Canada : 28 octobre 2014 sur Citytv
- France : 24 juillet 2015 sur Canal+ Séries

- États-Unis : 5,22 millions de téléspectateurs[18] (première diffusion)

- Apollo Robbins (Eric Martin)
- Kevin Dorff (Hank)
- Jernard Burks (Impound Supervisor)

### Épisode 5:La Taupe
- États-Unis : 2 novembre 2014 sur FOX
- Canada : 25 janvier 2015 sur Citytv[19]
- France : 24 juillet 2015 sur Canal+ Séries

- États-Unis : 3,41 millions de téléspectateurs[20] (première diffusion)

- Kyra Sedgwick (Madeline Wuntch)
- Marc Evan Jackson (Kevin Cozner)
- Dan Bakkedahl (Lt. Andrew Miller)
- Jasmin Savoy Brown (Ava Watson)
- Spencer Crittenden (Porto)

### Épisode 6:Jake et Sophia
- États-Unis : 9 novembre 2014 sur FOX
- Canada : 1er février 2015 sur Citytv[21]
- France : 31 juillet 2015 sur Canal+ Séries

- États-Unis : 3,99 millions de téléspectateurs[22] (première diffusion)

- Eva Longoria (Sophia Perez)
- Stephen Root (Lynn Boyle)
- Sandra Bernhard (Darlene Linetti)
- Will Hines (Carl Kurm)
- Perry L. Brown (Juge Marinovich)
- Vince Duvall (Sid Wells)
- Gil Glasgow (Lengarry Len Ross)
- Ruben Dario (Marco)

### Épisode 7:En quarantaine
- États-Unis : 16 novembre 2014 sur FOX
- Canada : 23 novembre 2014 sur Citytv[23]
- France : 31 juillet 2015 sur Canal+ Séries

- États-Unis : 4,53 millions de téléspectateurs[24] (première diffusion)

- Jamal Duff (Zeke)
- Jonathan Craig Williams (Austin)
- Jeff Lewis (Lenny)
- Morgan Walsh (Tanya)

### Épisode 8:Timbré!
- États-Unis /  Canada : 23 novembre 2014 sur FOX / Citytv[23]
- France : 31 juillet 2015 sur Canal+ Séries

- États-Unis : 3,04 millions de téléspectateurs[25] (première diffusion)

Ed Helms (Jack Danger)

### Épisode 9:Soirée rupture
- États-Unis : 30 novembre 2014 sur FOX
- Canada : 15 février 2015 sur Citytv[26]
- France : 31 juillet 2015 sur Canal+ Séries

- États-Unis : 3,11 millions de téléspectateurs[27] (première diffusion)

- Eva Longoria (Sophia Perez)
- Kyle Bornheimer (Teddy)
- Mariano Mendoza (the Perp)
- Adam Lamb (the Bar Tender)
- Kelly Keaton (Melissa)

### Épisode 10:Le Retour du voleur de Pontiac
- États-Unis : 7 décembre 2014 sur FOX
- Canada : 12 avril 2015 sur Citytv[28]
- France : 31 juillet 2015 sur Canal+ Séries

- États-Unis : 4,32 millions de téléspectateurs[29] (première diffusion)

- Craig Robinson (Doug Judy)
- Stephen Root (Lynn Boyle)
- Sandra Bernhard (Darlene Linetti)
- Luis Moncada (Tito Ruis)
- Rajan Velu (Kyle)

### Épisode 11:La Planque
- États-Unis : 14 décembre 2014 sur FOX
- Canada : 12 avril 2015 sur Citytv[28]
- France : 7 août 2015 sur Canal+ Séries

- États-Unis : 3,52 millions de téléspectateurs[30] (première diffusion)

- Nick Cannon (Marcus)
- Kyra Sedgwick (Madeline Wuntch)
- Marc Evan Jackson (Kevin Cozner)

### Épisode 12:Week-end de folie
- États-Unis : 4 janvier 2015 sur FOX
- Canada : 19 avril 2015 sur Citytv[31]
- France : 7 août 2015 sur Canal+ Séries

- États-Unis : 6,12 millions de téléspectateurs[32] (première diffusion)

Nick Cannon (Marcus)

### Épisode 13:Le Remboursement
- États-Unis : 11 janvier 2015 sur FOX
- Canada : 19 avril 2015 sur Citytv[31]
- France : 7 août 2015 sur Canal+ Séries

- États-Unis : 3,29 millions de téléspectateurs[33] (première diffusion)

Merrin Dungey (Sharon Jeffords)

### Épisode 14:En pause
- États-Unis /  Canada : 25 janvier 2015 sur FOX / Citytv[19]
- France : 7 août 2015 sur Canal+ Séries

- États-Unis : 2,76 millions de téléspectateurs[34] (première diffusion)

- Kyra Sedgwick (Madeline Wuntch)
- Eva Longoria (Sophia)
- Chris Parnell (Geoffrey Hoytsman)
- Stephen Root (Lynn Boyle)

### Épisode 15:Ennemis pour la vie
- États-Unis : 8 février 2015 sur FOX
- Canada : 26 avril 2015 sur Citytv[35]
- France : 7 août 2015 sur Canal+ Séries

- États-Unis : 2,59 millions de téléspectateurs[36] (première diffusion)

- Eva Longoria (Sophia Perez)
- Cassius Willis (Agent Mazzarino)
- Seth Morris (Agent Piln)
- Nick Kroll (Agent Kendrick)

### Épisode 16:OpérationCaptain's Fury
- États-Unis /  Canada : 15 février 2015 sur FOX / Citytv[26]
- France : 14 août 2015 sur Canal+ Séries

- États-Unis : 2,08 millions de téléspectateurs[37] (première diffusion)

Marc Evan Jackson (Kevin Cozner)

### Épisode 17:Le Mariage Boyle-Linetti
- États-Unis : 1er mars 2015 sur FOX
- Canada : 3 mai 2015 sur Citytv[38]
- France : 14 août 2015 sur Canal+ Séries

- États-Unis : 3,61 millions de téléspectateurs[39] (première diffusion)

- Marc Evan Jackson (Kevin Cozner)
- Stephen Root (Lynn Boyle)
- Sandra Bernhard (Darlene Linetti)
- Nick Cannon (Marcus)

### Épisode 18:Capitaine Peralta
- États-Unis : 8 mars 2015 sur FOX
- Canada : 10 mai 2015 sur Citytv[40]
- France : 14 août 2015 sur Canal+ Séries

- États-Unis : 3,11 millions de téléspectateurs[41] (première diffusion)

- Bradley Whitford (Roger Peralta)
- Elle Russ (Chantelle)
- Sebastien Stella (Quebec Policeman)
- Kevin Dorff (Hank)
- Irina Skaya (Glinda)

### Épisode 19: Sabotage
- États-Unis : 15 mars 2015 sur FOX
- Canada : 17 mai 2015 sur Citytv[42]
- France : 14 août 2015 sur Canal+ Séries

- États-Unis : 2,96 millions de téléspectateurs[43] (première diffusion)

Chris Parnell (Geoffrey Hoytsman)

### Épisode 20:AC/DC
- États-Unis /  Canada : 26 avril 2015 sur FOX / Citytv[35]
- France : 21 août 2015 sur Canal+ Séries

- États-Unis : 2,78 millions de téléspectateurs[44] (première diffusion)

### Épisode 21:Lieutenant Dave Majors
- États-Unis /  Canada : 3 mai 2015 sur FOX / Citytv[38]
- France : 21 août 2015 sur Canal+ Séries

- États-Unis : 2,72 millions de téléspectateurs[45] (première diffusion)

- Garret Dillahunt (Det. Dave Majors)
- Cedric Yarbrough (Steve)
- Gabe Liedman (Oliver)

### Épisode 22:L'Hélico
- États-Unis /  Canada : 10 mai 2015 sur FOX / Citytv[40]
- France : 21 août 2015 sur Canal+ Séries

- États-Unis : 2,56 millions de téléspectateurs[46] (première diffusion)

- Kyra Sedgwick (Madeline Wuntch)
- Mo Gaffney (Dr Susman)
- Paul Mabon (Officer Lou)

### Épisode 23:Johnny et Dora
- États-Unis /  Canada : 17 mai 2015 sur FOX[47] / Citytv[42]
- France : 21 août 2015 sur Canal+ Séries

- États-Unis : 2,35 millions de téléspectateurs[48] (première diffusion)

- Kyra Sedgwick (Madeline Wuntch)
- Nick Cannon (Marcus)
- Ray Abruzzo (Michael Augustine)
- Ilana Guralnik (Lexi)
- Kevin Brown (Greg Gerg)
- Billy Merritt (Wayne Tercelle)

## Musiques
- Épisode 4 (Halloween, le retour) :

Push It - Salt-N-Pepa